# Radway (Warwickshire)
Radway est un village et une paroisse civile du Warwickshire, en Angleterre.